# Titlagarh
Titlagarh es una ciudad y comité de área notificada situada en el distrito de Balangir en el estado de Odisha (India). Su población es de 34067 habitantes (2011). Se encuentra a 65 km de Balangir y a 312 km de Bhubaneswar.

## Demografía
Según el censo de 2011 la población de Titlagarh era de 34067 habitantes, de los cuales 17405 eran hombres y 1662 eran mujeres. Titlagarh tiene una tasa media de alfabetización del 81,34 %, superior a la media estatal del 72,87%. 

## Clima
| Parámetros climáticos promedio de Titlagarh (1981–2010, extremes 1945–2012) | Parámetros climáticos promedio de Titlagarh (1981–2010, extremes 1945–2012) | Parámetros climáticos promedio de Titlagarh (1981–2010, extremes 1945–2012) | Parámetros climáticos promedio de Titlagarh (1981–2010, extremes 1945–2012) | Parámetros climáticos promedio de Titlagarh (1981–2010, extremes 1945–2012) | Parámetros climáticos promedio de Titlagarh (1981–2010, extremes 1945–2012) | Parámetros climáticos promedio de Titlagarh (1981–2010, extremes 1945–2012) | Parámetros climáticos promedio de Titlagarh (1981–2010, extremes 1945–2012) | Parámetros climáticos promedio de Titlagarh (1981–2010, extremes 1945–2012) | Parámetros climáticos promedio de Titlagarh (1981–2010, extremes 1945–2012) | Parámetros climáticos promedio de Titlagarh (1981–2010, extremes 1945–2012) | Parámetros climáticos promedio de Titlagarh (1981–2010, extremes 1945–2012) | Parámetros climáticos promedio de Titlagarh (1981–2010, extremes 1945–2012) | Parámetros climáticos promedio de Titlagarh (1981–2010, extremes 1945–2012) |
| Mes                                                                         | Ene.                                                                        | Feb.                                                                        | Mar.                                                                        | Abr.                                                                        | May.                                                                        | Jun.                                                                        | Jul.                                                                        | Ago.                                                                        | Sep.                                                                        | Oct.                                                                        | Nov.                                                                        | Dic.                                                                        | Anual                                                                       |
| --------------------------------------------------------------------------- | --------------------------------------------------------------------------- | --------------------------------------------------------------------------- | --------------------------------------------------------------------------- | --------------------------------------------------------------------------- | --------------------------------------------------------------------------- | --------------------------------------------------------------------------- | --------------------------------------------------------------------------- | --------------------------------------------------------------------------- | --------------------------------------------------------------------------- | --------------------------------------------------------------------------- | --------------------------------------------------------------------------- | --------------------------------------------------------------------------- | --------------------------------------------------------------------------- |
| Temp. máx. abs. (°C)                                                        | 36.1                                                                        | 40.6                                                                        | 46.0                                                                        | 49.6                                                                        | 49.8                                                                        | 50.1                                                                        | 42.6                                                                        | 39.6                                                                        | 39.6                                                                        | 39.6                                                                        | 41.1                                                                        | 37.6                                                                        | 50.1                                                                        |
| Temp. máx. media (°C)                                                       | 29.9                                                                        | 33.1                                                                        | 37.7                                                                        | 41.2                                                                        | 42.4                                                                        | 37.5                                                                        | 32.7                                                                        | 31.7                                                                        | 32.9                                                                        | 33.6                                                                        | 31.4                                                                        | 29.4                                                                        | 34.5                                                                        |
| Temp. mín. media (°C)                                                       | 13.9                                                                        | 16.8                                                                        | 20.7                                                                        | 24.0                                                                        | 26.4                                                                        | 25.2                                                                        | 23.2                                                                        | 23.1                                                                        | 23.2                                                                        | 21.8                                                                        | 17.5                                                                        | 13.0                                                                        | 20.7                                                                        |
| Temp. mín. abs. (°C)                                                        | 4.0                                                                         | 4.0                                                                         | 10.0                                                                        | 14.0                                                                        | 15.0                                                                        | 15.0                                                                        | 12.2                                                                        | 11.0                                                                        | 11.8                                                                        | 10.5                                                                        | 7.5                                                                         | 4.5                                                                         | 4.0                                                                         |
| Lluvias (mm)                                                                | 16.5                                                                        | 12.5                                                                        | 16.6                                                                        | 20.2                                                                        | 45.6                                                                        | 227.6                                                                       | 399.8                                                                       | 409.8                                                                       | 212.0                                                                       | 64.2                                                                        | 8.8                                                                         | 2.8                                                                         | 1436.5                                                                      |
| Días de lluvias (≥ 1 mm)                                                    | 1.0                                                                         | 1.2                                                                         | 1.6                                                                         | 1.7                                                                         | 3.3                                                                         | 9.5                                                                         | 15.9                                                                        | 15.7                                                                        | 10.1                                                                        | 3.3                                                                         | 1.0                                                                         | 0.3                                                                         | 64.5                                                                        |
| Humedad relativa (%)                                                        | 54                                                                          | 50                                                                          | 43                                                                          | 40                                                                          | 43                                                                          | 58                                                                          | 76                                                                          | 80                                                                          | 77                                                                          | 71                                                                          | 64                                                                          | 58                                                                          | 60                                                                          |
| Fuente: India Meteorological Department                                     |                                                                             |                                                                             |                                                                             |                                                                             |                                                                             |                                                                             |                                                                             |                                                                             |                                                                             |                                                                             |                                                                             |                                                                             |                                                                             |